# Hydraena hosseinieorum
Hydraena hosseinieorum är en skalbaggsart som beskrevs av Bilton och Manfred A. Jäch 1998. Hydraena hosseinieorum ingår i släktet Hydraena och familjen vattenbrynsbaggar. Inga underarter finns listade i Catalogue of Life.